# Galina Korotkevič
Galina Korotkevič (Pietrogrado, 18 agosto 1921 – San Pietroburgo, 5 agosto 2021) è stata un'attrice sovietica.

## Filmografia parziale

### Attrice
- Vesna v Moskve (1953)
- Teni (1953)
- My s vami gde-to vstrečalis' (1954)

## Premi
- Artista onorato della RSFSR
- Artista popolare della RSFSR
- Ordine d'Onore